# Saldaña de Burgos (kommunhuvudort)
Saldaña de Burgos är en kommunhuvudort i Spanien.   Den ligger i provinsen Provincia de Burgos och regionen Kastilien och Leon, i den norra delen av landet, 200 km norr om huvudstaden Madrid. Saldaña de Burgos ligger 866 meter över havet och antalet invånare är 128.
Terrängen runt Saldaña de Burgos är huvudsakligen platt. Saldaña de Burgos ligger nere i en dal. Runt Saldaña de Burgos är det glesbefolkat, med 9 invånare per kvadratkilometer. Närmaste större samhälle är Burgos, 9,2 km norr om Saldaña de Burgos. Trakten runt Saldaña de Burgos består till största delen av jordbruksmark.